# Lise Panduro
Lise Panduro (* 2. November 1927 in Kopenhagen; † 26. Mai 2003 in Hellerup) war eine dänische Schauspielerin.

## Leben
Lise Panduro wuchs in Kopenhagen auf. Ein Cousin von ihr war der Schriftsteller Leif Panduro.
Von 1949 bis 1951 absolvierte Panduro an der Eleveskole des Königlichen Theaters Kopenhagen ihre Schauspielausbildung. Ihr Bühnendebüt als Darstellerin hatte sie im Jahr 1952 am Odense Teater, wo sie als langjähriges Ensemblemitglied engagiert war. Sie wirkte im Laufe ihrer Karriere in zahlreichen Theaterstücken, Varieté-Shows, Kabarett-Programmen und in Musicals wie beispielsweise My Fair Lady oder Madama Butterfly mit. Bis Ende der 1960er-Jahre wirkte sie als Schauspielerin vor der Kamera in einigen Spielfilmen mit. Im Jahr 1986 beendete sie ihre schauspielerische Tätigkeit und zog sich aus dem Rampenlicht zurück.
Lise Panduro war zweimal verheiratet und hatte keine Kinder. In zweiter Ehe war sie ab dem 30. März 1962 bis zu seinem Tod im Jahr 1979 mit dem Schauspieler Gunnar Lemvigh verheiratet. Das Ehepaar wohnte in Hellerup. Panduro starb im Mai 2003 im Alter von 75 Jahren. Ihre Grabstätte befindet sich im Kopenhagener Stadtteil Nørrebro auf dem Assistenzfriedhof.

## Filmografie (Auswahl)
- 1961: Farinelli
- 1962: 9,90